# Liste des vicomtes de Vendôme
Bouchard Ier le Vénérable, comte de Vendôme vers 960-1007, nomma Fulcrade vicomte de Vendôme dans les années 980. C'est un des parents d'Élisabeth de Melun ou Élisabeth Le Riche, l'épouse de Bouchard Ier. Il semble que Fulcrade était issu des vicomtes de Chartres, qui quittèrent la ville après que Thibaut Ier le Tricheur, comte de Blois s'en fut emparé vers 960. Sa famille est celle des Fulchérides du Vendômois.
Succédèrent à Fulcrade : ses fils et petit-fils les vicomtes Foucher Ier († vers 1022) et Foucher II († vers 1040) ; et son gendre Hubert Ier, marié à sa fille Émeline (Emmeline). Celui-ci était peut-être issu de la même famille que les vicomtes du Mans et des seigneurs de Langeais (ou l'on trouve aussi des Hubert).
Ces derniers eurent :
- Hubert II, vicomte de Vendôme (-1047) et évêque d'Angers (1005-1047)
- Emma (?) ou plutôt Hildeburge (Audeberge, Ade(l)berge, Hodeburge) de Vendôme, mariée à Étienne, seigneur de Montrevault[3],[4],[5] et vicomte du Lude. Elle succéda à son frère, la vicomté de Vendôme étant administrée par son époux ; parents d'Emma de Montrevault
  - leur fille Emma de Montrevault, † le 12 septembre 1058, dame du Lude et vicomtesse de Vendôme, épousa Raoul V de Beaumont-au-Maine (+ 1067), vicomte du Maine, puis par mariage vicomte de Vendôme, du Lude et de Montrevault
    - Ils eurent à leur tour : comme fils cadet Raoul VI Payen de Beaumont-au-Maine, vicomte de Vendôme, du Lude et de Montrevault, qui épousa Agathe de Vendôme, fille du comte de Vendôme Foulques l'Oison, ce dernier étant l'arrière-petit-fils de Bouchard le Vénérable ci-dessus : la descendance connue d'Agathe et Raoul Payen se compose des vicomtes Foulques († vers 1125/1133) et Roscelin († semble-t-il vers 1138), leurs fils et petit-fils ; et le frère aîné de Raoul Payen, Hubert, vicomte du Maine, qui continue aussi les seigneurs du Lude
- Il arrive qu'on attribue aussi au vicomte Hubert Ier et à Émeline une fille nommée Hersende de Vendôme, qui serait l'épouse d'Hugues Mange-Breton de Clervaux : Hersende et Hugues seraient les beaux-parents d'Hubert III de Champagne-(Parcé et Champigné) — cf. l'article Mathefelon — et les grands-parents maternels d'Hersende de Champagne de Fontevraud.